# Stegnobrisinga gracilis
Stegnobrisinga gracilis is een zeester met dertien of veertien armen uit de familie Brisingidae.
De wetenschappelijke naam van de soort werd in 1909 gepubliceerd door René Koehler. De beschrijving was gebaseerd op twee exemplaren die waren opgedregd van een diepte van 960 vadem (1756 meter) op een positie van 13°29,5'N, 95°22'O in de Andamanse Zee, tijdens een onderzoeksexpeditie met het Indische onderzoeksvaartuig Investigator (bemonsteringsstation 310).